# Зотиков, Игорь Алексеевич
Игорь Алексеевич Зотиков (7 марта 1926 — 23 августа 2010) — российский гляциолог, полярник и писатель, член-корреспондент РАН с 1991 (АН СССР — с 1990), доктор географических наук (1969), главный научный сотрудник Института географии РАН. Автор многочисленных научно-полярных книг об Антарктиде.

## Биография
В юности работал трактористом. В 1949 году окончил МАИ, по образованию инженер. Во время учёбы в МАИ занимался в парашютном аэроклубе. Занимался альпинизмом. Поскольку студентов не принимали в самолётный аэроклуб, добился поступления туда после личной встречи с начальником авиации ДОСААФ Н. П. Каманиным, по распоряжению которого был зачислен в 1-й московский аэроклуб (1-й МГАК), в котором научился летать на самолёте и получил свидетельство. Хотел стать лётчиком-испытателем. Но в последующем врачебная комиссия по причине близорукости от полётов отстранила.
Поступил в аспирантуру Энергетического института им. Кржижановского Академии наук СССР в Лабораторию физики горения. Изучал процессы происходящие с объектами, плавящимися в горячем сверхзвуковом потоке. Заинтересовался гляциологией. По примеру одного из сотрудников лаборатории решил попробовать попасть в Антарктиду и добился этого. Первая поездка в Антарктику состоялась в 1958 году.
Занялся изучением ледников, став впоследствии одним из крупнейших советских гляциологов.
Уже в 1960 году в материалах по результатам Международного геофизического года появилась его статья, предсказывающая открытие под толщей Антарктических льдов озёр пресной воды, предлагалась программа бурения льдов к этим озёрам, где жизнь, развиваясь миллионами лет в строжайшей изоляции от остальной биосферы Земли, могла породить или сохранить необычные формы.
Похоронен в Москве на Востряковском кладбище.
В мае 2012 года, уже после смерти Игоря Алексеевича, российские учёные получили керн льда с верхней границы такого озера под станцией Восток. Первые микробиологические исследования дали противоречивые результаты.
В честь И. А. Зотикова американскими исследователями назван ледник (Антарктида, Берег Шеклтона, 85°02′ ю.ш., 169°15′ з.д.).

## Сочинения
Известность Зотикову принесли документальные книги о его путешествиях:
- «460 дней в Четвёртой Советской антарктической экспедиции»
- «Я искал не птицу киви»
- «Год у американских полярников»
- «За разгадкой тайн ледяного континента»
- «Пикник на Аппалачской тропе».
- Джебран Халиль Джебран. Пророк. Стихи / Перевод с английского и вступительная статья И. Зотикова. — Москва: Радуга, 1989. — 135 с.; ил.; 21 см.

## Признание и награды
- по фамилии Зотикова назван один из ледников в горах Королевы Мод
- два ордена «Знак Почёта»
- Медаль за службу в Антарктике (США)
- Благодарность Президента Российской Федерации (23 июня 2008 года) — за большой вклад в развитие отечественной географической науки, плодотворную научную деятельность[6]